# TrustPort
TrustPort a.s. es una empresa fabricante de software de seguridad, con sede en Brno, República Checa. Sus productos de seguridad de TrustPort se enfocan en las tres áreas más importantes de la protección de las computadoras y de la información. La primera área es la protección contra virus, spyware, y malware en general. TrustPort implementa su propia tecnología de antivirus, utilizando múltiples motores de escaneo, licenciado por varios fabricantes de antivirus. La segunda área es la filtración de la información no deseada, como el spam de correos electrónicos o contenido web de dudosa procedencia. TrustPort desarrolla tecnologías de filtrado basada tanto en reglas simples como en el análisis heurístico. La tercera área es la confidencialidad y autenticidad de la información electrónica. La criptografía simétrica como asimétrica se utiliza en la tecnología de TrustPort para la cifrado de datos y firmas electrónicas. Las soluciones de TrustPort se utilizan tanto para la protección de las computadoras individuales como de la protección de las grandes redes.

## Historia

### Antes de la fundación de la empresa
TrustPort fue precedido por AEC (originalmente una abreviatura de Association for Electronics and Computers) fundada en 1991. AEC proveía software y servicios en el campo de la seguridad informática. En 1993, la empresa empezó a desarrollar su propio software de seguridad, además de vender los productos de otros fabricantes. Los productos originales de AEC desde los años 1990 fueron colocados bajo la marca IronWare. Estos incluyeron por ejemplo IronWall para el cifrado de archivos, IronBridge para la protección de las comunicaciones de red, IronMail para el cifrado de correos electrónicos e IronFolder para el cifrado y el descifrado automatizado en directorios específicos. La creación de estos productos indicaba la dirección que tomaría en un futuro el programa vendido bajo el nombre de marca TrustPort.
El programa gradualmente se volvió conocido bajo el nombre de IronWare Security Suite. En septiembre del año 2000, se creó un contrato previo entre AEC y Norman ASA, donde los derechos del producto IronWare Security Suite y el equipo de desarrollo se convirtieron en parte de la empresa Norman, siendo este programa renombrado como Norman Security Suite. AEC continuó vendiendo el producto como un socio de Norman. En marzo del año 2002, AEC comenzó a promover su propio programa de seguridad, al introducir DataShredder, TrustMail, y TrustPort Encryption en la expo de computadoras Cebit. DataShredder fue diseñado para el borrado irreversible de información sensible, TrustMail para el cifrado y firmado electrónico de la información y TrustPort Encryption para el cifrado de archivos, aplicable tanto para computadoras personales como para aparatos móviles.
En enero del 2003, AEC lanzó su TrustPort Certification Authority, la primera autoridad de certificación en República Checa la cual apoyaba el sellado de tiempo. En abril de 2003, se lanzó al mercado una segunda versión de TrustMail, implementando la tecnología de estampa de tiempo. En 2003 una solución integral de seguridad llamada TrustPort Phoenix Rebel empezó a tomar forma pieza por pieza. La idea fue crear una solución de seguridad unificada que integrara a su vez diferentes elementos, esenciales para la seguridad de las computadoras como antivirus, antispam, cortafuegos y cifrado; al mismo tiempo tanto las computadoras personales y servidores fueron protegidos.
En 2005, todos los bloques que conformarían al producto TrustPort Phoenix Rebel fueron completados. Toda la solución se dividió en tres productos principales, TrustPort Phoenix Rebel Workstation, TrustPort Phoenix Rebel Servers, compuesto de antivirus y antispam para el gateway y de cortafuego de red y finalmente TrustPort Phoenix Rebel Management. El primer producto gradualmente se volvió conocido como TrustPort Workstation, mientras que el segundo producto como TrustPort Internet Gateway. En mayo de 2007 AEC introdujo TrustPort WebFilter, un producto que protege directamente en el punto de entrada al bloquear el contenido web no deseado.

### Desde la fundación de la empresa
En noviembre del 2007, un acuerdo de adquisición se firmó entre AEC y Cleverlance. Cleverlance como el nuevo dueño de AEC hizo una decisión estratégica que consistía en formar una empresa conformada por el equipo de desarrollo de AEC. En marzo del 2008 la nueva empresa fue oficialmente registrada ante el gobierno de la República Checa, bajo el nombre de TrustPort, con Jiří Mrnuštík como el director ejecutivo. AEC continuó vendiendo los programas de TrustPort como un revendedor de la marca. Siguiendo el proceso estratégico, tanto AEC como TrustPort se movieron a sus nuevas oficinas en Spielberk Office Centre en junio de 2008.
En abril del 2008, dos grandes cambios fueron realizados en el portafolio de productos de TrustPort. TrustPort Workstation fue renombrado TrustPort PC Security, con la intención de alinear el nombre del producto con los productos de la competencia. Al mismo tiempo, TrustPort Antivirus se estableció como un producto solo para aquellos clientes que no necesitan una suite de seguridad integral, sino más bien una protección antimalware.
En noviembre del 2008, la línea de los innovadores productos que consistían en TrustPort Antivirus 2009 y TrustPort PC Security 2009 fueron introducidos al mercado. Su interfaz gráfica de usuario actualizada y la tecnología de control parental, siendo estas solo algunas de las innovaciones realizadas en el producto. Enero del 2009 marcó el lanzamiento de TrustPort Antivirus USB Edition, la cual sería renombrada a TrustPort USB Antivirus, una pieza del software antivirus diseñado específicamente para la protección de las memorias USB.
Se realizó un cambio en la administración de la empresa en febrero del 2009. Vladislav Němec fue nombrado el nuevo director ejecutivo de TrustPort. Durante este año se agregaron nuevos socios de negocio y se reforzaron las asociaciones establecidas alrededor del mundo, por ejemplo, Gran Bretaña, Canadá, Italia, India, Colombia, Venezuela, México y España. En noviembre del 2009 se lanzó al mercado TrustPort Antivirus 2010 y TrustPort PC Security 2010. Entre las nuevas herramientas que se agregaron a estos productos se encuentran actualizaciones automáticas del programa, protección de los clientes de correo y el cambio del idioma de la solución en cualquier momento. En abril de 2010, el producto TrustPort eSign Pro se unió al portafolio de productos.
Con la intención de cubrir las diferentes necesidades de los diferentes segmentos de los clientes, la empresa ha rediseñado su portafolio en septiembre del 2010. Para usuarios caseros y empresas pequeñas, se han creado en lugar de dos, tres productos iniciando con TrustPort Antivirus 2011, seguido por TrustPort Internet Security 2011 y TrustPort Total Protection 2011. Para negocios medianos y grandes, una solución integral TrustPort Security Elements ha sido creada para el mercado, con cuatro diferentes niveles disponibles. TrustPort Security Elements fue diseñado como un softwre que protege varios elementos de una red heterogénea.

## Productos actuales

### Hogar y oficinas pequeñas
TrustPort Antivirus
Compacta seguridad para computadoras personales, proveyendo protección esencial contra virus y programas espía.
TrustPort Internet Security
Suite de seguridad integral para computadoras personales que incluye antivirus, antispyware, antispam, firewall personal, y control parental.
TrustPort Total Protection
Suite de seguridad extendida para computadoras personales, incluyendo antivirus, antispyware, antispam, firewall personal, control parental, herramientas de borrado y cifrado.
TrustPort USB Antivirus
Programa de seguridad portátil para memorias USB donde se incluye antivirus, antispyware y herramientas de cifrado y borrado seguro.

### Empresas medianas y grandes
TrustPort Security Elements
Paquete de software de seguridad para la protección de computadoras en redes corporativas. Viene en cuatro niveles, dependiendo de la protección necesaria.
TrustPort Small Business Server
Conjunto de programas de seguridad para la protección de los puntos finales de las computadoras, archivos de servidor y toda la red.
TrustPort Net Gateway
Programa de seguridad modular para la protección de las redes de computadoras privadas, que consisten en antivirus para correo electrónico, antispam, antivirus para web, filtrado de contenidos, y cortafuego.
TrustPort WebFilter
Programa de seguridad para el control del tráfico web que permite el monitoreo y el bloqueo de contenido web no deseado.
TrustPort Antivirus for Servers
El antivirus para servidor que implementa el escaneo en varios subprocesos.
TrustPort eSign Pro
Programa de seguridad para las computadoras personales que consiste en herramientas para el cifrado de documentos, descifrado, firma electrónica y estampa de tiempo.

### Otras soluciones
TrustPort Certification Authority
Programa que ayuda en la creación, verificación y revocación de certificados digitales.
TrustPort Timestamp Authority
Programa que ayuda en la creación de estampas de tiempo, y en la confirmación de la existencia de un documento en un tiempo dado.
TrustPort PKI SDK
Conjunto de herramientas para la creación y modificación de aplicaciones que utilizan la infraestructura de clave pública original.

## Exámenes independientes
Los productos de TrustPort han sido regularmente revisados y certificados por laboratorios examinadores independientes. En octubre del 2006, TrustPort Antivirus fue examinado por Virus Bulletin, obteniendo el certificado VB100 por primera vez. En el mismo mes, TrustPort Antivirus fue igualmente examinado por AV-Comparatives, obteniendo desde el primer examen el certificado AV-Comparatives Advanced+. En febrero de 2009, TrustPort PC Security fue revisado por PC Security Labs, y fue galardonado como PC Security Labs Excellent por primera vez. En enero del 2010, West Coast Labs examinó a TrustPort Antivirus obteniendo como resultado la distinción Checkmark en dos categorías.